# Marion C. Thurnauer
Marion Charlotte Thurnauer es una química estadounidense del Laboratorio Nacional de Argonne (Argonne). Fue la primera mujer directora de la División de Química (CHM) y la primera mujer directora de división en la Dirección de Ciencias Físicas de Argonne. Es miembro emérito distinguido de Argonne en la División de Ingeniería y Ciencias Químicas y ha recibido numerosos premios por su trabajo en química y su apoyo a las mujeres en la ciencia.

## Primeros años y educación
Marion Thurnauer nació en Chattanooga, Tennessee, y luego se mudó a Minnesota. Su padre, Hans Thurnauer, era ingeniero ceramista. Su madre, Lotte Oettinger Thurnauer, murió en 1959, cuando Marion aún era joven Una de sus tías, Luise Herzberg, era astrofísica. Thurnauer atribuye al interés familiar por la ciencia una influencia formativa.
Se licenció (1968), obtuvo un máster (1969) y se doctoró (1974) en química por la Universidad de Chicago. Thurnauer atribuye a su futuro marido, Alexander Trifunac, el haberle sugerido que estudiara química, en lugar de dedicarse inicialmente a la biología, y que aprendiera las técnicas físicas de la química que luego podrían aplicarse a los sistemas biológicos.
El director de la tesis doctoral de Thurnauer fue Gerhard L. Closs. Para su trabajo de tesis, estudió las interacciones magnéticas en los pares de radicales utilizando la resonancia paramagnética de electrones (EPR). Los experimentos finales de su tesis se llevaron a cabo con un espectrómetro EPR en Argonne, ya que el equipo de la Universidad de Chicago se había dañado en una explosión. Tras este "desafortunado" suceso, se le ofreció un puesto de posdoctorado en la División de Química de Argonne.

## Laboratorio Nacional de Argonne
Como becaria postdoctoral en Argonne, la Dra. Thurnauer trabajó con James R. Norris (químico) y Joseph J. Katz. Utilizó la espectroscopia EPR para estudiar la conversión fotoquímica de la energía en el sistema de fotosíntesis natural. Fue promovida a un puesto de personal como química asistente, y durante varios años fue la única mujer científica de la división de química. De 1993 a 1995 fue jefa del Grupo de Ciencias Energéticas Fotoquímicas. De 1995 a 2003, fue la primera mujer directora de CHM y la primera mujer directora de división dentro de la Dirección de Ciencias Físicas de Argonne. En 2003 fue reconocida como Argonne Distinguished Fellow. Actualmente es Argonne Distinguished Fellow Emeritus de la División de Ciencias Químicas e Ingeniería. A lo largo de su carrera ha sido autora o coautora de más de 135 publicaciones y ha obtenido 4 patentes estadounidenses. Ha animado activamente a otras mujeres científicas.
Los estudios de la Dra. Thurnau se centraron en los mecanismos fundamentales de la fotofísica y la fotoquímica y sus aplicaciones al diseño de sistemas fotocatalíticos artificiales. Un área importante de su investigación fue la conversión de energía fotoquímica solar en la fotosíntesis bacteriana y oxigénica y los sistemas fotosintéticos modelo. La fotosíntesis oxigénica es el principal proceso que proporciona energía a la biosfera del planeta, creando la capa de ozono protectora y consumiendo dióxido de carbono. Los organismos fotosintéticos utilizan la energía solar, convirtiéndola en compuestos bioquímicos de alta energía. Con sus colegas, modeló el espín y la polarización de los electrones en los sistemas fotosintéticos activados por la luz y ayudó a desarrollar técnicas de resonancia magnética con resolución temporal para el estudio de la transferencia secuencial de electrones en la conversión fotoquímica de energía. Con sus colaboradores, amplió sus conceptos a los nanomateriales bioinspirados que imitan la transducción de energía de los sistemas fotosintéticos naturales. Es coeditora de "The Purple Photosynthetic Bacteria" (2008), una colección de revisiones autorizadas sobre la fotosíntesis bacteriana.

## Mujeres en la ciencia y la tecnología
La Dra. Thurnauer fue galardonada con el Premio del Director de Argonne al Esfuerzo Extraordinario en 1990 por su trabajo en la creación de la conferencia "Carreras científicas en busca de mujeres", un programa de gran éxito que permite a las estudiantes conocer las carreras técnicas en ciencia e ingeniería y reunirse con mujeres que trabajan activamente en la ciencia. El primer año participaron mujeres universitarias, pero en los años siguientes el programa ha trabajado con estudiantes de secundaria.
Después de la segunda conferencia, la dirección de Argonne y las científicas lanzaron el programa Argonne Women in Science and Technology (WIST). Thurnauer y otras personas hicieron hincapié en que la divulgación y el desarrollo profesional interno estaban estrechamente vinculados, promoviendo el cambio tanto dentro como fuera de la organización: "No se podía llevar a las jóvenes a Argonne y animarlas con éxito a ser científicas e ingenieras si sólo observaban a unas pocas mujeres en puestos de nivel relativamente bajo". Thurnauer desempeñó un mandato de dos años (1992-1994) como iniciadora del Programa de Mujeres en la Ciencia, un nombramiento remunerado del 30%, y durante varios años fue miembro del Comité Directivo del WIST.

## Premios
- Beca de la OTAN para la investigación en colaboración internacional con el profesor K. Mobius y el Dr. R. Furrer, Freie Universität Berlin, Berlín, Alemania Occidental, 1984[2]
- Premio Argonne National Laboratory Pacesetter por su destacada contribución a la organización de la conferencia, "Carreras científicas en busca de mujeres", 1989[2]
- Premio del director de ANL por el esfuerzo extraordinario involucrado en la organización de la conferencia "Carreras científicas en busca de mujeres", 1990[12]
- Premio al Mérito de la Asociación de Sociedades Tecnológicas de Chicago, 1990[2]
- Premio de la Universidad de Chicago a la interpretación distinguida en Argonne, 1991[2]
- Premio YWCA Mujeres Líderes Sobresalientes del Condado de DuPage, 1996[13]
- Miembro de la Asociación Estadounidense para el Avance de la Ciencia, 1997[2]
- Premio de investigación Agnes Fay Morgan de Iota Sigma Pi, Sociedad Nacional de Honor para Mujeres en Química, 1997[14]
- Premio de la medalla Francis P. Garvan-John M. Olin, Sociedad Nacional Estadounidense de Química, 2002[15]
- Conferencia Carreras científicas en busca de mujeres, Premio Fundadores, 2007[2]
- Universidad de Chicago - Premio Argonne Pinnacle of Education, 2007, por "liderazgo en ciencia a través de la División de Programas Educativos".[16]
- Premio a la Diversidad del Consejo para la Investigación Química, 2010[2]